# Antoni Rovira i Trias
Antoni Rovira i Trias (Barcelona, 27? de maig de 1816 - Barcelona, 2 de maig de 1889) fou un arquitecte català, guanyador del concurs que el 1859 l'Ajuntament de Barcelona va fer per urbanitzar l'Eixample de Barcelona, i que finalment va desenvolupar-se seguint el Pla Cerdà. Va ser regidor, diputat i arquitecte municipal de Barcelona i va crear el cos de bombers de la ciutat.

## Biografia familiar
De família amb tradició en les arts de la construcció i el mestratge d'obres, els seus progenitors es van instal·lar a la ciutat el segle xviii essent el seu cap visible en Antoni Rovira i Riera, fuster i mestre d'obres al qual se li atribueixen diverses obres però de les quals, realment documentades, només tenim constància d'un pont de fusta, segons projecte de Tomàs Soler i Ferrer, construït el 1802 entre la Duana i el Palau Reial, amb motiu d'una visita a Barcelona dels reis d'Espanya Carles IV i Maria Lluïsa per rebre reis d'Etrúria que arribaven a la ciutat i uns treballs dins de la construcció del cementiri del Poblenou els quals, erròniament, se li atribueixen al seu fill Antoni Rovira i Trias.
Del matrimoni d'en Rovira amb Gertrudis Trias, filla del fabricant d'indianes Narcís Trias, naixeria a Gràcia, el mes de maig de 1816, l'Antoni Rovira i Trias. Per raó de la situació administrativa de la futura vila de Gràcia que aleshores encara era un barri fora muralles de la ciutat, el petit Antoni fou batejat a la catedral de Barcelona el vint-i-set d'aquell mes de maig i li foren posats, segons el costum, tres noms: Antoni de Pàdua, Josep i Ramon Nonat.
Influït segurament per l'antiga tradició familiar, Rovira i Trias es va inclinar cap a la branca de l'arquitectura i sembla, malgrat la mancança de dades al voltant seu, que ja als setze anys era mestre d'obres.
Casat amb Magdalena Rabassa i Barenys, el matrimoni va tenir dos fills l'Antoni i el Ricard, que van seguir camins oposats, ja que, mentre que el gran, l'Antoni Rovira i Rabassa va seguir les passes del pare, l'altre va optar per fer estudis de Dret i es va convertir en advocat i jutge a la ciutat de Barcelona.
Va morir sobtadament el 2 de maig de 1889, als 73 anys, d'un vessament cerebral. La seva popularitat i la vocació municipalista àmpliament manifestada el va fer mereixedor d'un solemne enterrament honorat pels seu estimat cos de bombers.

## Estudis
Va fer els seus primers estudis a l'Escola de Llotja, en assignatures com química, geografia, geologia o matemàtiques. Aquesta preparació li permet optar el 1836 a la recent creada carrera d'Enginyers de Camins a l'acadèmia de San Fernando, si bé aquests estudis els abandonarà pels d'arquitectura, obtenint el títol el 30 de març de 1842 a la Real Academia de Bellas Artes de San Fernando.
Durant el període del seu servei militar a la comandància de Sant Feliu de Codines va elaborar, conjuntament amb dos companys, el que és el seu primer treball conegut, encara com a estudiant d'arquitectura: el plànol de la Vila de Sant Feliu, dut a terme el 1836. També de la seva època d'estudiant constà que va publicar uns plànols dels desapareguts Banys Nous, avui perduts.

## Activitat intel·lectual i associativa
Retornat a la vida civil l'any 1839, va participar activament al naixement de nombroses societats que desenvolupaven diverses branques del saber.
Una d'aquestes associacions, la Societat Filomàtica de Barcelona que va néixer el 15 de novembre de 1839 de la mà d'en Rovira i d'un reduït grup d'intel·lectuals i polítics que es reunia a casa seva, entre els que es comptava Francesc Pi i Margall. La seva finalitat era l'evolució intel·lectual dels seus associats. El primer article dels seus estatuts aprovats el 1858 propugnava: «... La societat, sota el lema de mihi coeterisque laboro, es proposa el progrés mutu dels seus individus en els coneixements humans, fent servir tots els mitjans que siguin menester per aconseguir el seu objectiu». A partir de 1860 es va fusionar amb l'Ateneu Català i el 1872 amb el Casino Mercantil Barcelonès, passant a crear l'Ateneu Barcelonès.
Juntament amb en Josep Oriol i Bernadet i Miquel Garriga i Roca va tirar endavant el Boletin Enciclopédico de Nobles Artes que va aparèixer des de l'1 d'abril del 1846 fins al 15 de març de 1847, i en el qual s'hi van anar reflectint les idees i els pensaments dels comentats personatges entre altres arquitectes.
Va participar en la fundació de la Sociedad de Seguros Mutuos contra Incendios, creada el 30 de maig de 1835, col·laborant com a pèrit i arquitecte. Intensament implicat en l'evolució d'aquesta societat privada però amb suport municipal, va escriure manuals i tractats sobre extinció d'incendis. Posteriorment municipalitzaria l'activitat del cos de bombers de Barcelona, del que en va ser el cap des de 1868 fins al 1887, en que va dimitir en no acceptar l'Ajuntament les seves propostes de millora de cara a l'Exposició Universal de 1888. Rovira va revitalitzar el cos de bombers, que s'havia deteriorat gradualment, el va modernitzar i el va expandir, creant 4 casernes, a més de la central al carrer Hèrcules/plaça de Sant Jaume.

## Activitat professional
Des de 1867 fou arquitecte municipal de Barcelona, de Gràcia i de Sant Martí de Provençals, Cap d'Edificació i Ornat del mateix ajuntament el 1872, assessor de l'ajuntament de Manresa, Regidor, Diputat, Cap Honorari del Cos de Bombers de Barcelona, ciutadà honrat de la ciutat.

### Obres

#### Barcelona
| Any              | Nom                                                   | Localització | Descripció | Foto                  |
| ---------------- | ----------------------------------------------------- | --- | --- | --------------------- |
| 1852             | Casa Felicià Tarré                                    | Tapineria, 25 | Edifici de planta baixa, entresòl i quatre pisos. Desaparegut |                       |
| 1852             | Casa Francesc Malzac                                  | Pi, 8 | Edifici de planta baixa, entresòl i quatre pisos. Arcs de mig punt amb doelles a les plantes baixes, que recullen l'accés i els comerços dels baixos. Balcons amb baranes de ferro forjat. |                       |
| 1851, 1860, 1880 | Urbanització de la Plaça del Nord (Gràcia)            | Pl. Nord | Plaça rectangular on hi conflueixen sis carrers; zona central enjardinada i via perimetral. Està voltada d'habitatges de planta baixa i tres o quatre plantes. |                       |
| 1856             | Loggia del jardí del Palau Moja                       | Rambla, 120 41° 22′ 59″ N, 2° 10′ 19″ E / 41.38306°N,2.17194°E                                                          | Loggia de vuit grans columnes corínties, per a tancar el jardí del palau; a l'entaulament hi ha medallons de terra cuïta. Reformada el 2003. | Fotografia            |
| 1859             | Projecte per al nou Eixample                          | | No es dugué a terme, en imposar-se el projecte d'Ildefons Cerdà. |                       |
| 1860             | Casa Antoni Rovira i Trias                            | Banys Nous, 5 | Edifici d'habitatges de planta baixa, quatre pisos i àtic. Els baixos tenen de dos grans portals d'arc escarser i clau en mènsula, i el central d'arc de mig punt motllurat, a sobre del qual hi ha un relleu amb la data mdccclx. Era la residència pròpia de l'arquitecte. |                       |
| 1860             | Casa Bartomeu Tarré                                   | Comtessa de Sobradiel, 10 Ataülf, 8                                                                                     | Edifici d'habitatges de planta baixa, entresòl i quatre pisos. |                       |
| 1861             | Casa Felicià Tarré                                    | Comtessa de Sobradiel, 4                                                                                                | Edifici d'habitatges de planta baixa, entresòl i quatre pisos. |                       |
| 1861-1870        | Urbanització de la Plaça de Rovira i Trias(Gràcia)    | Pl. Rovira i Trias | Plaça rectangular a la qual conflueixen sis carrers. Una via creua pel centre, amb dos espais pavimentats i enjardinats a cada costat. |                       |
| 1862             | Casa Miquel Diumenjó                                  | Tantarantana, 8 Allada-Vermell, 5                                                                                       | Edifici d'habitatges de planta baixa i quatre pisos. Les obertures es distribueixen en cinc eixos verticals, amb un balcó corregut en el principal i balcons individuals en les altres plantes. Només es conserva la façana, integrada en una nova construcció. |                       |
| 1862-1864        | Campanar de Gràcia                                    | Pl. Rius i Taulet 41° 24′ 0.5″ N, 2° 9′ 27.5″ E / 41.400139°N,2.157639°E                                                | Torre de rellotge, amb campana a la part superior, al mig de la plaça on hi havia l'ajuntament de Gràcia. El rellotge és d'Albert Billeter i la campana d'Isidre Pallarès. La campana es feu famosa arran de l'aixecament popular de 1870. |                       |
| 1864             | Cases Joaquim Gurri                                   | Junta de Comerç, 14 i 16                                                                                                | Són dos edificis d'habitatges bessons, de planta baixa, quatre pisos i terrat amb coberta a la catalana. Façana amb balcons de pedra sobre mènsules, corregut a la planta primera, agrupats dos a dos a la segona i individuals a la tercera i quarta, tots amb barana de ferro. Planta baixa amb quatre portals d'arc de mig punt i encoixinat; les altres plantes tenen un esgrafiat amb motius geomètrics. | Fotografia            |
| 1865-1866        | Projecte urbanístic del Passatge de la Banca          | Passatge de la Banca, 1-8 Rambla, 4-6 C. de Josep Anselm Clavé, 3 41° 22′ 38.6″ N, 2° 10′ 38″ E / 41.377389°N,2.17722°E | Projecte per a un passatge en forma d'L per a unir la Rambla i J. A. Clavé, formant una placeta octogonal a l'angle. | Projecte del passatge |
| 1867             | Pla urbanístic del Poblenou                           | | |                       |
| 1870             | Teatre Espanyol                                       | Pg. Gràcia, entre Diputació i Gran Via 41° 23′ 24.39″ N, 2° 10′ 3.79″ E / 41.3901083°N,2.1677194°E                      | Teatre amb platea i un pis, per a 2.000 espectadors, amb decoració arabitzant. Cremat el 1898 i desaparegut el 1900. |                       |
| 1872-1882        | Mercat de Sant Antoni                                 | Comte Borrell, 56 C. del Comte d'Urgell, 1 C. de Manso, 55-57 41° 22′ 43″ N, 2° 09′ 43.5″ E / 41.37861°N,2.162083°E     | Ocupa tota una illa de l'Eixample, amb quatre naus en diagonal i un cimbori octogonal en la cruïlla, per sobre de les teulades. Tota l'estructura és de ferro, amb decoració eclèctica als pilars, els frontons dels testers i el cupulí. En restauració i reforma integral (2016). |                       |
| 1876             | Projecte urbanístic per a la Font de les Tres Gràcies | Pl. Reial 41° 22′ 48″ N, 2° 10′ 31″ E / 41.38000°N,2.17528°E                                                            | Projecte per a la instal·lació, al mig de la plaça, de la font d'Antoine Durenne. Restaurada el 1983. |                       |
| 1876             | Monument a la Pau                                     | Porta de la Pau 41° 22′ 32.89″ N, 2° 10′ 39.94″ E / 41.3758028°N,2.1777611°E                                            | Erigit per a commemorar el final de les guerres carlines. De 18 m, era composta de quatre volums, amb relleus i escultures al·legòrics. Els materials eren fusta i guix i no se'n va fer una versió definitiva amb materials duradors. Desaparegut. | Única foto coneguda   |
| 1878-1882        | Museu Martorell                                       | Pg. Pujades, 12 41° 23′ 14″ N, 2° 11′ 04″ E / 41.38722°N,2.18444°E                                                      | Primer edifici de Barcelona construït expressament per a museu. Pla simètric amb un cos central per a vestíbul, oficines i biblioteca i, a les dues bandes, naus longitudinals amb pas elevat perimetral per a les col·leccions de geologia i paleontologia. La decoració és neohel·lenística, amb un pòrtic de columnes coronat per un frontó. Avui, seu històrica del Museu de Ciències Naturals.           |                       |
| 1883             | Balustrada del Passeig de Colom                       | Pg. Colom 41° 22′ 36″ N, 2° 10′ 43″ E / 41.37667°N,2.17861°E                                                            | Balustrada de pedra al voltant del passeig, amb dracs esculpits i gerros de ferro de foneria, similars als del Saló de Sant Joan. Desapareguda. | Fotografia antiga     |
| 1887             | Balustrada del Saló de Sant Joan                      | Pg. Lluís Companys 41° 23′ 24″ N, 2° 10′ 55″ E / 41.39000°N,2.18194°E                                                   | Balustrada de pedra, a les dues bandes del passeig, amb gerros de ferro de foneria. |                       |
| 1887-1888        | Mercat de la Concepció                                | Aragó, 311 C. de València, 332 41° 23′ 42″ N, 2° 10′ 07″ E / 41.39500°N,2.16861°E                                       | Estructura de ferro de tres naus paral·leles (la central, més ampla i alta que les laterals), amb pilars i teulades a dues vessants, amb teules de colors. Les façanes tenen sòcols de pedra de Montjuïc amb reixes de ferro forjat. Reforma del 1996-1998 per Albert de Pineda i Álvarez. |                       |
| 1888             | Mercat d'Hostafrancs                                  | Creu Coberta, 93 C. d'Hostafrancs de Sió, 23 C. de Vilardell, 25 41° 22′ 31″ N, 2° 08′ 37″ E / 41.37528°N,2.14361°E     | Estructura de ferro de tres naus paral·leles (la central, més ampla i alta que les laterals, que permet l'entrada de llum pels laterals alts), amb pilars i encavallades de ferro fos i teulades a dues vessants. Hi ha un forjat interior que amaga part de l'estructura i la desfigura. |                       |
| 1888-1891        | Escorxador General                                    | Aragó / Tarragona / Vilamarí / Diputació 41° 22′ 41″ N, 2° 08′ 54″ E / 41.37806°N,2.14833°E                             | Rovira projectà la primera edificació del conjunt, després ampliada amb naus de Pere Falqués i Urpí Enderrocat el 1980. El lloc és ocupat pel Parc de Joan Miró. | Fotografia            |

#### Igualada
| Any       | Nom        | Localització                                                         | Descripció | Foto |
| --------- | ---------- | -------------------------------------------------------------------- | --- | ---- |
| 1880-1883 | Ajuntament | Pl. Ajuntament, 1 41° 34′ 44″ N, 1° 37′ 02″ E / 41.57889°N,1.61722°E | Projectat conjuntament amb Pau Riera i Galtés. Edifici de planta baixa i dos pisos, amb un gran balcó al primer pis, i pilastres corínties a la façana. |      |

#### Manresa
| Any       | Nom                | Localització                                                | Descripció                                                                 | Foto |
| --------- | ------------------ | ----------------------------------------------------------- | -------------------------------------------------------------------------- | ---- |
| 1857-1881 | Casa de la Caritat | Pl. Cots 41° 43′ 37″ N, 1° 49′ 45″ E / 41.72694°N,1.82917°E | Ampliat i reformat per Alexandre Soler i March, que en modificà la façana. |      |

#### Montcada i Reixac
| Any       | Nom                | Localització                                                       | Descripció                                                                                      | Foto               |
| --------- | ------------------ | ------------------------------------------------------------------ | ----------------------------------------------------------------------------------------------- | ------------------ |
| 1878-1881 | Casa de les Aigües | Av. Ribera, s/n 41° 34′ 44″ N, 1° 37′ 02″ E / 41.57889°N,1.61722°E | Edifici industrial, al voltant dels pous de la mina de Montcada, que alimentaven el Rec Comtal. | Interior de la nau |

### Projecte d'eixample per a Barcelona

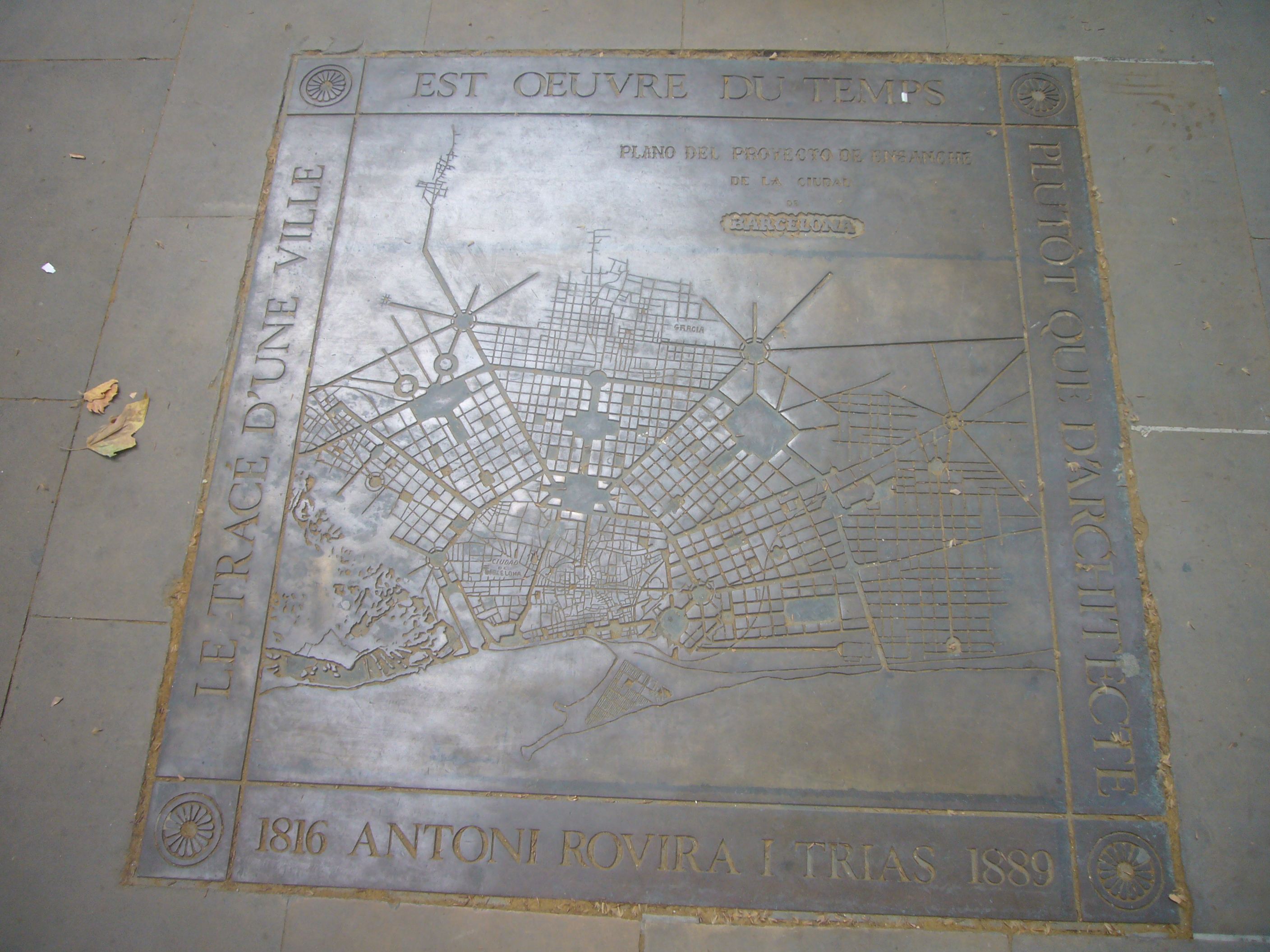
Placa amb la proposta urbanística de Rovira i Trias per a l'Eixample, situada als peus de la seva figura

L'any 1859 l'Ajuntament de Barcelona va convocar un concurs per a triar un projecte d'eixample per a la ciutat. Es varen presentar tretze projectes, resultant guanyador per unanimitat el d'Antoni Rovira i Trias el 10 d'octubre del 1859, però gràcies als seus contactes a Madrid, Ildefons Cerdà aconseguí que el ministeri de Foment imposés el seu pla.
El projecte de Rovira estava basat en una malla circular que envoltant la ciutat emmurallada creixia radialment, integrant de forma harmònica els pobles del voltant a través d'avingudes. Es va presentar amb el lema «Le tracé d'une ville est oeuvre du temps, plutôt que d'architecte» (La traça d'una ciutat és obra del temps més que de l'arquitecte), original de Léonce Reynaud. La trama respon a un model d'eixample contemporani i residencial com el Ring de Viena o el projecte Haussmann a París. Aquest model estava més alineat amb la futura Großstadt capitalista que reivindicaria la Renaixença i la Lliga i es basava en la connectivitat de les diferents zones a través del transport públic i grans carrers radials.

## Publicacions
- Rovira i Trias, Antoni. Tratado de la Estinción de Incendios (en castellà).  Barcelona: Imprenta de la Publicidad, 1856. ISBN 9788490011287.

## Reconeixement
Des del 29 de març del 1922 la plaça que abans (des de 1861) només es deia Rovira, va passar a denominar-se Rovira i Trias. En un dels bancs de pedra de la plaça hi ha una figura de bronze d'Antoni Rovira i Trias i, just als peus, hi té una placa que representa la proposta urbanística que l'arquitecte va presentar per a l'Eixample barceloní.